# Sam Weissborn
Tristan-Samuel „Sam“ Weissborn (* 24. Oktober 1991 in Wien) ist ein österreichischer Tennisspieler.

## Karriere
Weissborn spielt hauptsächlich auf der ATP Challenger Tour und der ITF Future Tour. Er feierte bislang einen Einzel- und 23 Doppelsiege auf der Future Tour. Auf der Challenger Tour gewann er in St. Ulrich in Gröden im Jahr 2015 seinen ersten von 11 Doppeltiteln.
Zum 20. Juni 2016 erreichte er erstmals die Top 100 der Weltrangliste im Doppel und spielte in der Qualifikation in Wimbledon.

## Erfolge
| Legende (Anzahl der Siege)  |
| Grand Slam                  |
| ATP World Tour Finals       |
| ATP World Tour Masters 1000 |
| ATP World Tour 500          |
| ATP World Tour 250          |
| ATP Challenger Tour (20)    |

### Doppel

#### Turniersiege
| Nr. | Datum             | Turnier                    | Belag         | Partner              | Finalgegner                               | Ergebnis           |
| --- | ----------------- | -------------------------- | ------------- | -------------------- | ----------------------------------------- | ------------------ |
| 1.  | 15. November 2015 | St. Ulrich in Gröden (1)   | Hartplatz (i) | Maximilian Neuchrist | Nikola Mektić Antonio Šančić              | 7:67, 6:3          |
| 2.  | 30. April 2016    | Ostrava                    | Sand          | Sander Arends        | Lukáš Dlouhý Hans Podlipnik-Castillo      | 7:68, 6:74, [10:5] |
| 3.  | 15. Mai 2016      | Heilbronn                  | Sand          | Sander Arends        | Nikola Mektić Antonio Šančić              | 6:3, 6:4           |
| 4.  | 12. Februar 2017  | Budapest                   | Hartplatz (i) | Dino Marcan          | Blaž Kavčič Franko Škugor                 | 6:3, 3:6, [16:14]  |
| 5.  | 30. April 2017    | Anning                     | Sand          | Dino Marcan          | Steven De Waard Blaž Kavčič               | 5:7, 6:3, [10:7]   |
| 6.  | 29. Juli 2017     | Prag                       | Sand          | Jan Šátral           | Gero Kretschmer Andreas Mies              | 6:3, 5:7, [10:3]   |
| 7.  | 21. Januar 2018   | Koblenz                    | Hartplatz (i) | Romain Arneodo       | Sander Arends Antonio Šančić              | 6:75, 7:5, [10:6]  |
| 8.  | 18. Februar 2018  | Cherbourg-Octeville        | Hartplatz (i) | Romain Arneodo       | Antonio Šančić Ken Skupski                | 6:3, 1:6, [10:4]   |
| 9.  | 31. März 2018     | Saint-Brieuc               | Hartplatz (i) | Sander Arends        | Luke Bambridge Joe Salisbury              | 4:6, 6:1, [10:7]   |
| 10. | 27. Januar 2019   | Rennes (1)                 | Hartplatz (i) | Sander Arends        | David Pel Antonio Šančić                  | 6:4, 6:4           |
| 11. | 27. April 2019    | Nanchang                   | Sand (i)      | Sander Arends        | Alex Bolt Akira Santillan                 | 6:2, 6:4           |
| 12. | 26. Januar 2020   | Rennes (2)                 | Hartplatz (i) | Antonio Šančić       | Teimuras Gabaschwili Lukáš Lacko          | 7:5, 6:75, [10:7]  |
| 13. | 10. Oktober 2020  | Barcelona                  | Sand          | Szymon Walków        | Harri Heliövaara Alex Lawson              | 6:1, 4:6, [10:8]   |
| 14. | 23. Oktober 2021  | Lošinj                     | Sand          | Andrej Martin        | Victor Vlad Cornea Ergi Kırkın            | 6:1, 7:65          |
| 15. | 13. November 2021 | St. Ulrich in Gröden (2)   | Hartplatz (i) | Antonio Šančić       | Alexander Erler Lucas Miedler             | 7:68, 4:6, [10:8]  |
| 16. | 20. November 2021 | Pau                        | Hartplatz (i) | Romain Arneodo       | Aisam-ul-Haq Qureshi David Vega Hernández | 6:4, 6:2           |
| 17. | 4. Dezember 2021  | Forlì                      | Hartplatz (i) | Antonio Šančić       | Lukáš Rosol Witalij Satschko              | 7:64, 4:6, [10:7]  |
| 18. | 22. Oktober 2022  | Vilnius                    | Hartplatz (i) | Romain Arneodo       | Dan Added Théo Arribagé                   | 6:4, 5:7, [10:5]   |
| 19. | 29. Januar 2023   | Ottignies-Louvain-la-Neuve | Hartplatz (i) | Romain Arneodo       | Roman Jebavý Adam Pavlásek                | 6:4, 6:3           |
| 20. | 13. Mai 2023      | Mauthausen                 | Sand          | Romain Arneodo       | Constantin Frantzen Hendrik Jebens        | 6:4, 6:2           |

#### Finalteilnahmen
| Nr. | Datum           | Turnier     | Belag         | Partner         | Finalgegner                      | Ergebnis          |
| --- | --------------- | ----------- | ------------- | --------------- | -------------------------------- | ----------------- |
| 1.  | 6. Februar 2022 | Córdoba     | Sand          | Andrej Martin   | Santiago González Andrés Molteni | 5:7, 3:6          |
| 2.  | 16. April 2023  | Monte-Carlo | Sand          | Romain Arneodo  | Ivan Dodig Austin Krajicek       | 0:6, 6:4, [12:14] |
| 3.  | 4. Februar 2024 | Montpellier | Hartplatz (i) | Albano Olivetti | Sadio Doumbia Fabien Reboul      | 7:65, 4:6, [6:10] |